# 田町停留場
田町停留場（日语：／ Tamati teiryūjō */?），又稱田町電車站，是位於岡山縣岡山市北區田町一丁目和中山下二丁目，岡山電氣軌道清輝橋線的電車站。車站編號為S05。在2016年12月1日，電車站東南方約100米處開設了川崎醫科大學綜合醫療中心，在此站的站名牌上標記了「田町（川崎醫大綜合醫療中心前）」。

## 歷史
- 1928年（昭和3年）3月18日 柳川至大雲寺町（現時：大雲寺前）之間開通[1]，蓮昌寺前停留場啟用。
- 1942年（昭和17年）6月23日 電車站改名為市役所前停留場。
- 1945年（昭和20年）6月29日 受到岡山空襲（日语：岡山空襲）影響，清輝橋線全線暫停服務。
- 1946年（昭和21年）6月29日 清輝橋線全線重開，但此站繼續暫停服務。
- 1954年（昭和29年）8月11日 電車站重開並改名為中鐵巴士前停留場。
- 1985年（昭和60年）7月1日 電車站改名為田町停留場。
- 2016年（平成28年）12月1日 在電車站上的站名牌改名為「田町（川崎醫大綜合醫療中心前）」。

## 電車站構造
電車站是建造在共用行車道上。電車站設有1面2線的島式低地台月台。

## 電車站周邊
- 岡電巴士「田町2丁目」巴士站
- 國道53號（日语：国道53号）（國道180號（日语：国道180号）重疊區間，柳川筋（日语：柳川筋））
- 川崎醫科大學綜合醫療中心（日语：川崎医科大学総合医療センター）
- 愛媛銀行（日语：愛媛銀行）岡山分店
- 讀賣新聞岡山分局
- 中電工（日语：中電工）岡山分店
- 覺善院（日语：覚善院）

## 相鄰電車站
岡山電氣軌道
■清輝橋線
郵便局前（S04）－田町（S05）－新西大寺町筋（S06）

## 注腳
1. ↑  岡山電気軌道　路面電車のあゆみ （页面存档备份，存于）（日語）

## 外部連結
- 岡山電気軌道株式会社 電車事業部（路面電車） （页面存档备份，存于）（日語）